# Packawa (obwód mohylewski)
Packawa (biał. Пацкава; ros. Пацково, pol. Packów) – wieś na Białorusi, w obwodzie mohylewskim, w rejonie mścisławskim, w sielsowiecie Padsołtawa. W 2009 roku liczyła 40 mieszkańców.

## Historia
Packów był wzmiankowany w 1642 r. jako majątek leżący w województwie mścisławskim na terenie Wielkiego Księstwa Litewskiego. Znajdowała się tu wtedy cerkiew unicka, kościół i klasztor katolicki. Po I rozbiorze Rzeczypospolitej w 1772 roku włączony w skład Rosji. Według „Wykazu osiedli guberni mohylewskiej” z 1910 r. istniały dwie osady: Wielki Packów i Mały Packów. Obie wsie liczyły 77 gospodarstw domowych i 457 osób (238 mężczyzn i 219 kobiet). Od 1991 roku na terenie Republiki Białoruś.

## Klasztor dominikanów w Packowie
W 1685 roku w Packowie zbudowano drewniany klasztor i kościół zakonu dominikanów. Ufundował go podkomorzy mścisławski Samuel Kazimierz Ciechanowiecki i jego żona Tekla z Suchodolskich Ciechanowiecka. W 1699 roku na koszt zakonników zbudowano murowany kościół katolicki w stylu barokowym pw. Narodzenia Najświętszej Marii Panny. W 1811 roku zbudowano murowany klasztor, który miał trzy skrzydła i przylegał do kościoła. Klasztor skasowały władze rosyjskie po upadku powstania listopadowego w 1832 roku, a zrujnowany kościół zniszczono w XX wieku.

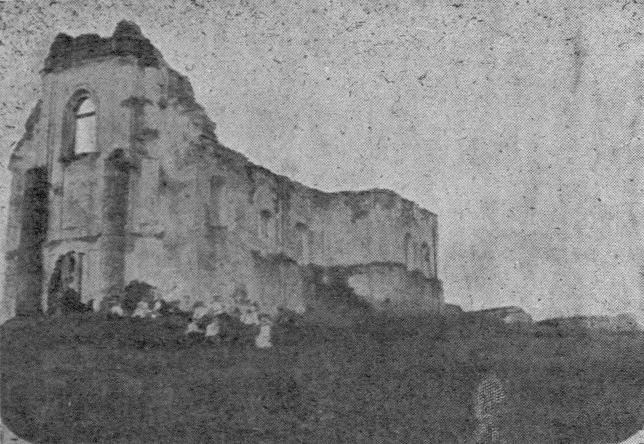
Packów – ruiny kościoła Dominikanów w 1913 r.